# 대동초등학교 (경기)
대동초등학교는 대한민국 경기도 안산시에 있는 공립 초등학교이다.

## 학교 연혁
- 1969.11.12 대부국민학교 대동분교장 개교(설립인가 8월 2일, 3학급)
- 1970.03.02 대동국민학교로 승격, 초대 이덕용 교장 취임
- 1982.03.01 병설유치원 개원
- 1989.03.01 교사(4교실), 숙직실, 사택 증 개축
- 1990.03.01 선감분교장, 불도분교장 폐교 통합(통학버스 운행)
- 1996.03.01 대동초등학교로 교명 변경
- 1996.12.10 신관교실 증 개축(교실6, 특별실1, 조리실)
- 2002.09.01 제9대 윤석문 교장 취임
- 2003.02.19 제31회 졸업(16명 누계941명)
- 2003.03.01 초등 6학급, 유치원 1학급 편성
- 2004.04.15 일기예보 전광판 설치
- 2005.06.17 학교급식실 및 식당 준공
- 2006.03.01 제11대 오헌진 교장 취임
- 2007.08.01 방과후 보육교실 리모델링 공사
- 2008.03.01 제12대 박강수 교장 취임
- 2009.08.10 영어체험실 조성
- 2010.04.20 중앙현관-급식실 간 연결통로 캐노피 설치
- 2011.03.01 제13대 김기영 교장 취임
- 2012.08.20 방과후 고학년 보육교실 인테리어 공사
- 2013.03.01 제14대 황병희 교장 취임

## 참고 자료
- 대동초등학교 - 한국교육학술정보원 학교알리미